# Migotto

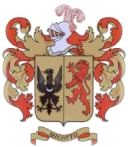
Brasão da família

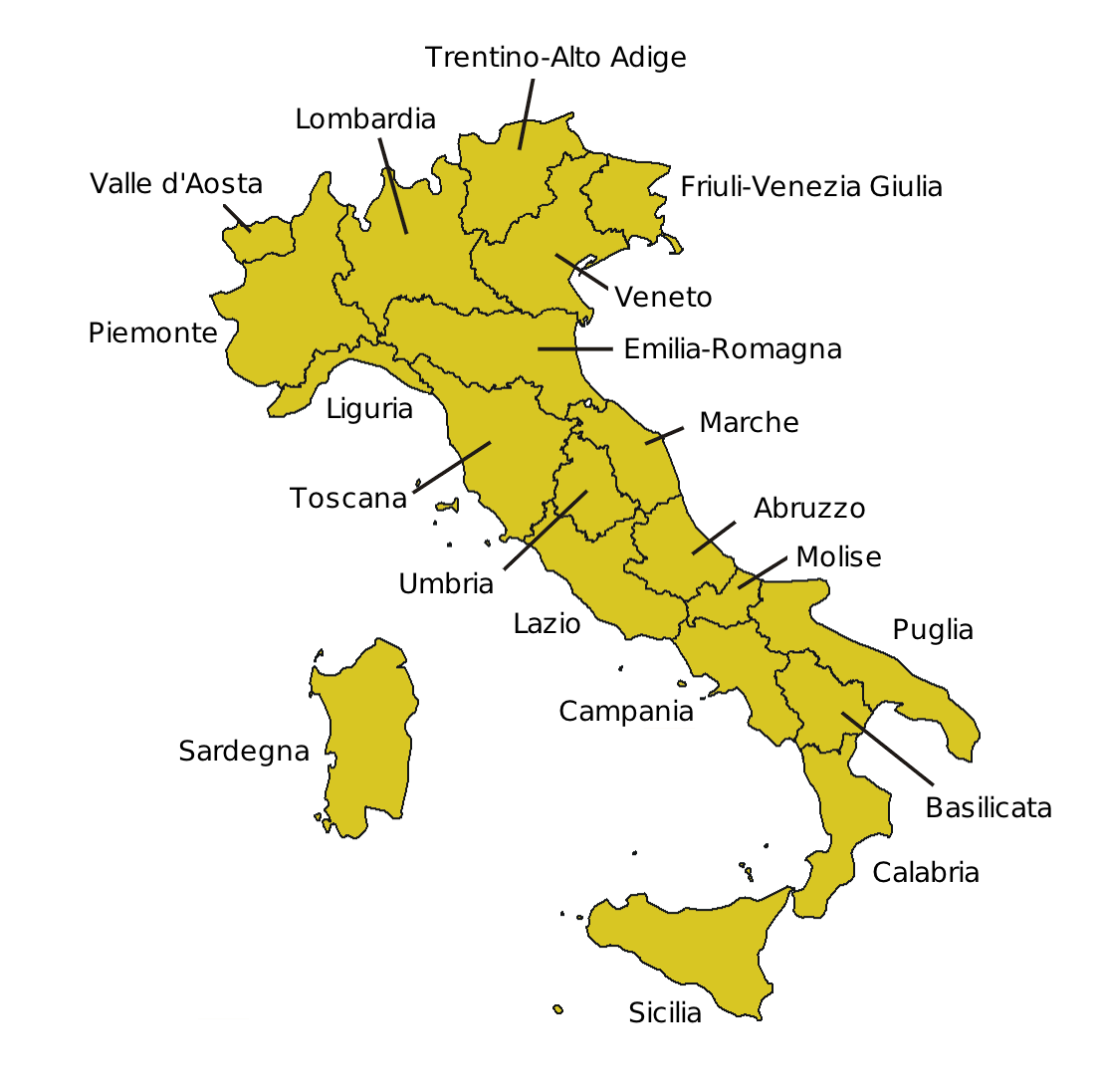
Originário da região do Vêneto (Itália)

Migotto é um sobrenome da onomástica da língua italiana originário da região do Vêneto. Ele vem da redução coloquial de “amigo” com o sufixo “otto” por sua vez é a variação setentrional de “amico”.

## Origem
A origem desta família é da região de Piave (Alpes Dolomíticos; mais precisamente de Mestre pequena cidade entre Treviso e Veneza.
Em 28 de Janeiro de 1668 é encontrado um registro de Gioachino Migotto na Igreja de São Bartolomeu, nas cercanias de Veneza, sendo encontrados outros registros nas cidades acima posteriormente se expandiram para o Norte.
Giacomo Migotto, literato, mestre, membro do conselho da comunidade, deputado, senador, primeiro portador do Brasão de Armas.
Giovanvicenzo Migotto, protonotário apostólico de Treviso, Lucantonio, Vescoso di Bitonto, Di Melfi.

## Nobreza
Titulo de Nobreza, de acordo com a Araldica Europea:
- Migotto

Titolo nobiliare - Signore
- Esta família está inscrita no Elenco Ufficiale Della Nobilita Italiana (Lista Oficial da Nobreza Italiana) constando também em diversas obras heráldicas.